# Bison bonasus montanus
Bison bonasus montanus är en icke erkänd underart till visent, Bison bonasus.
Merparten av djuraveln av visenter sker efter andra världskriget inom ramen för det arbete som organiseras av efterträdarna till Internationale Gesellschaft zur Erhaltung des Wisents i Polen för att hindra arten från utrotning och för att återinföra den i vilt tillstånd. Arbetet har skett med utgångspunkt i Visentstamboken. Denna utgavs första gången 1932 av Internationale Gesellschaft zur Erhaltung des Wisents under ledarskap av Kurt Priemel och har från 1947 utgetts av institutioner i Polen, numera av Białowieżaskogens nationalpark. I arbetet har ingått som en central utgångspunkt att hålla visentstammen så renrasig som möjligt. Som godkända avelslinjer har erkänts avelslinjerna Låglandslinjen och Låglands-Kaukasuslinjen, den senare med viss inblandning av gener från underarten bergsvisent genom tjuren Kaukasus.
Under 1930-talet skedde vid sidan av denna avel också avel genom korsning med den amerikanska arten bison inom samma släkte. Denna avel skedde framför allt i Tyskland, men också i dåvarande Sovjetunionen, där den innefattade utsättning av visenter i Kaukasus statliga naturreservat i Västra Kaukasus. År 1940 flyttades fem hybrider mellan visent och bison i den andra och tredje generationen av "breeding back" för visent till Kaukasiens statliga naturreservat, en del av världsarvsområdet Västra Kaukasus Där hölls de till en början inhägnade och korsades med varandra. Från 1949 korsades kor med låglandsvisenttjurar av Låglands-Kaukasuslinjen, medan de framfödda tjurkalvarna inte användes för avel. Inblandningen av gener från bison minskade därmed efter hand. 
År 1960 släpptes visenter ut i det fria. Vid slutet av 1965 fanns det 449 djur i Kaukasus statliga naturreservat med omnejd. Hybrider av visent och bison, som förvildats i Kaukasus, beskrevs 2000 av ryska forskare som den egna underarten Bison bonasus montanus.
Populationen var 1984 på omkring 1.300 djur och växte till 1993, varefter den decimerades av tjuvjägare. År 1999 uppskattades den till 550 djur.
Åren 1959–1967 organiserades en annan blandad, fritt levande visent/bisonhybridhjord i Kaukasus nära Nalchik i Östkaukasus viltreservat. År 1993 fanns där 250 djur, men antalet reducerades till endast 18 individer 2001. Det fanns vid sekelskiftet också andra halvfria hybridhjordar: en i Toksovoskogparken utanför Sankt Petersburg med tio djur och en annan med hybrider med också nötkreatur på den 200 hektar stora inhägnade Mordovia viltreservat (15 djur 2001).